# Rośliny owadopylne
Rośliny owadopylne – rośliny, których kwiaty zapylane są przez owady zapylające. Wykazują szereg przystosowań umożliwiających lub ułatwiających ten proces: 
- Pyłek tych roślin jest cięższy i bogatszy w substancje odżywcze od pyłku z roślin wiatropylnych. Ziarna pyłku roślin owadopylnych posiadają na swojej powierzchni wyrostki ułatwiające ich przyczepienie się do ciała owadów. Rośliny owadopylne dostarczają owadom albo tylko pyłku (dziewanna, dziurawiec, kaczeniec, łubin, mak, sasanka), pyłku i nektaru (bławatek, chaber, czereśnia, grusza, gryka, jabłoń, koniczyna, wierzba, wrzos), albo tylko nektaru.
- Kwiaty wykazują szereg przystosowań zwabiających owady i umożliwiających zapylenie:
  - są barwne, przy czym kolorowe plamy i lśniące włoski wskazują owadom drogę do ukrytych w głębi kwiatu miodników,
  - są duże lub drobne, ale zebrane w duże kwiatostany,
  - wydzielają zapach atrakcyjny dla owadów zapylających,
  - zbudowane są tak, że owad, chcąc dostać się do miodników, musi otrzeć się o pylniki lub znamię